# César 2014

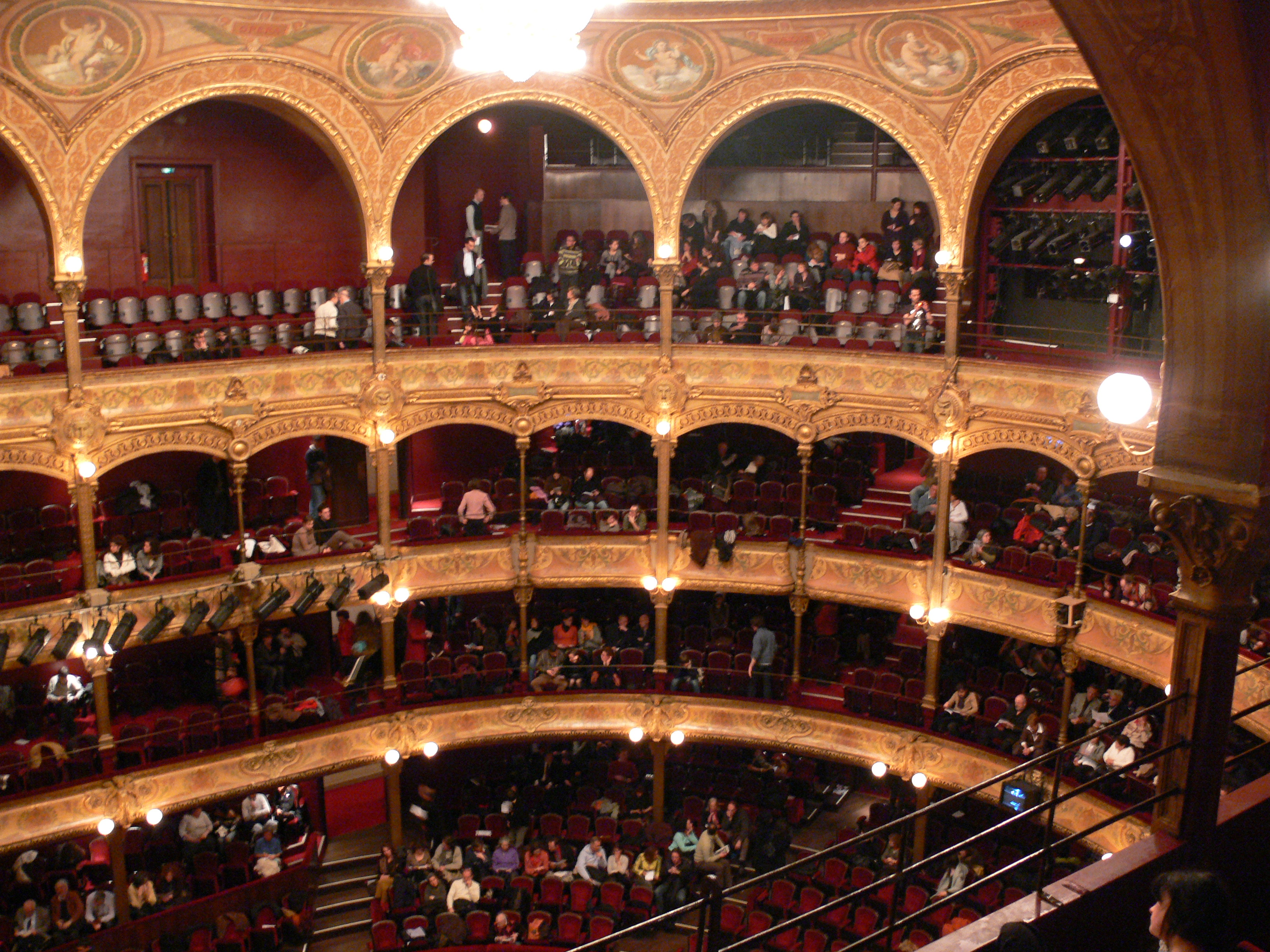
Das Pariser Théâtre du Châtelet, Veranstaltungsort der César-Verleihung

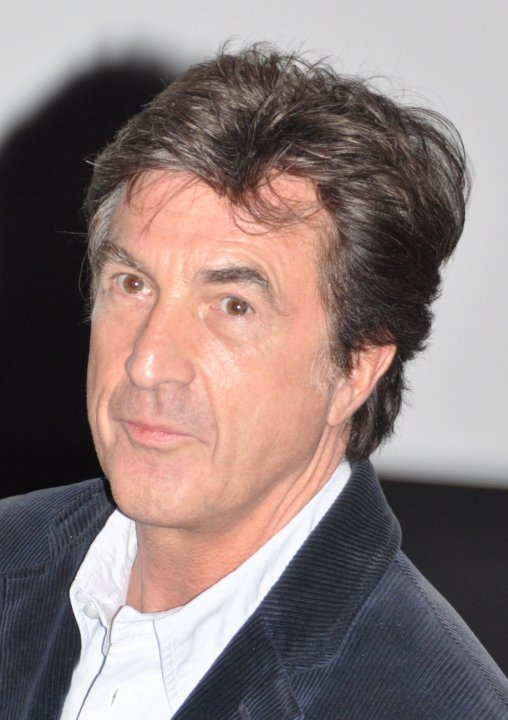
Vorsitzender der Verleihung: François Cluzet

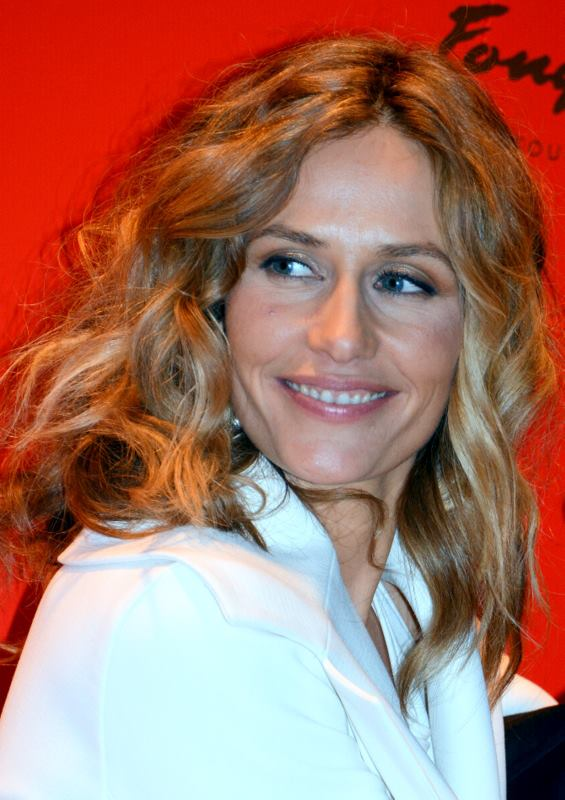
Moderatorin des Abends: Cécile de France

Die 39. César-Verleihung fand am 28. Februar 2014 im Théâtre du Châtelet in Paris statt, die Nominierungen wurden am 31. Januar 2014 bekanntgegeben. Die von der französischen Académie des Arts et Techniques du Cinéma vergebenen Filmpreise wurden in 21 Kategorien verliehen. Den jährlich wechselnden Vorsitz der Gala übernahm 2014 der französische Schauspieler François Cluzet. Als Gastgeberin (maîtresse de cérémonie) durch den Abend führte Cécile de France.
Die Preisverleihung wurde live vom französischen Fernsehsender Canal+ übertragen. Bereits vor der Übertragung als Gewinnerin fest stand die US-amerikanische Schauspielerin Scarlett Johansson, die mit dem Ehrenpreis der französischen Filmakademie ausgezeichnet wurde.

## Gewinner und Nominierte

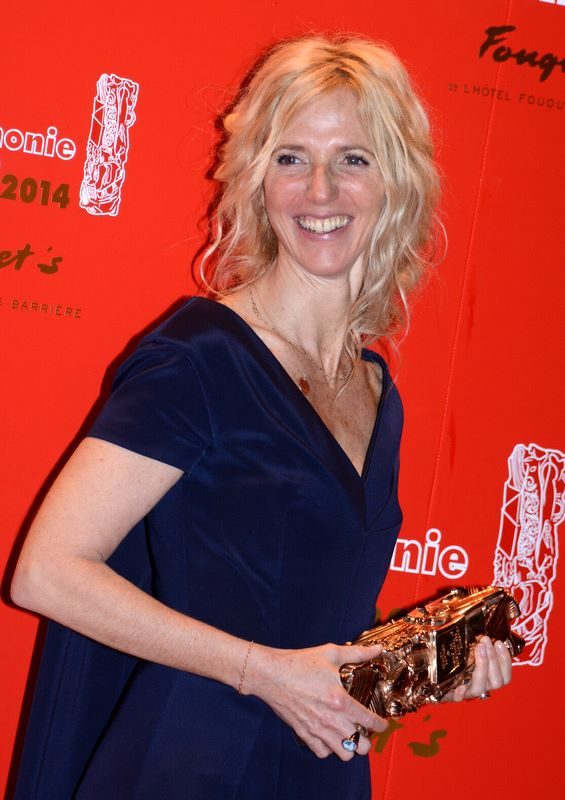
Sandrine Kiberlain mit ihrem César als Beste Hauptdarstellerin

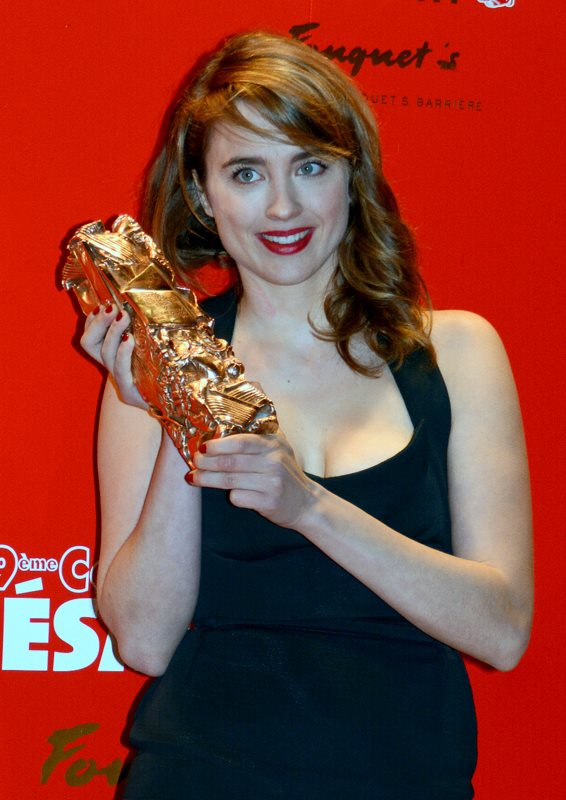
Adèle Haenel mit dem César als Beste Nebendarstellerin

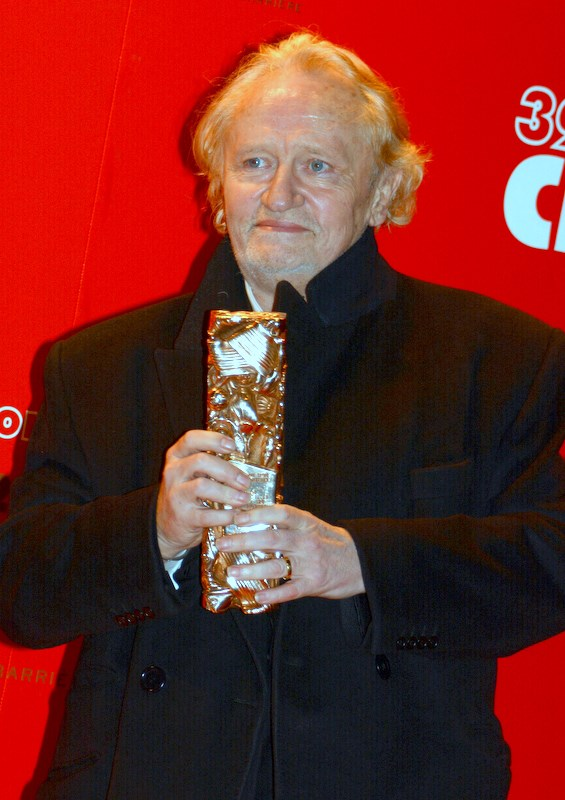
Niels Arestrup mit dem César als Bester Nebendarsteller

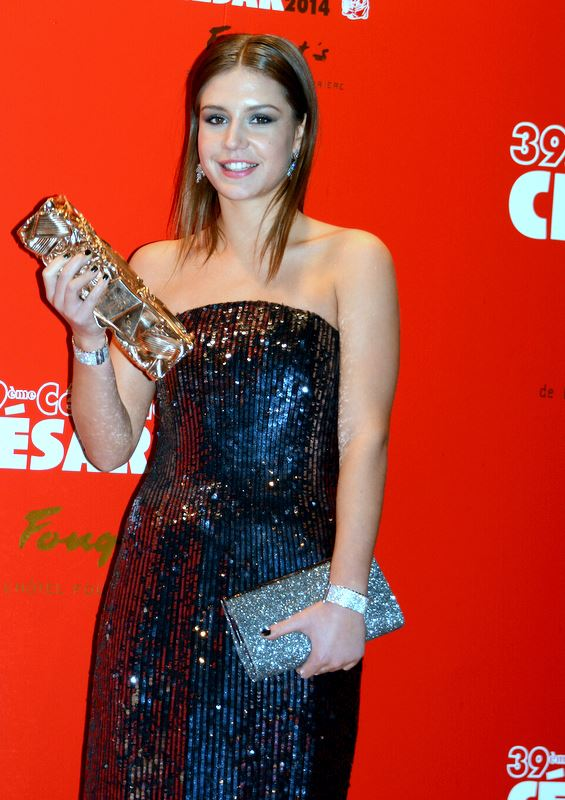
Adèle Exarchopoulos mit dem César als Beste Nachwuchsdarstellerin

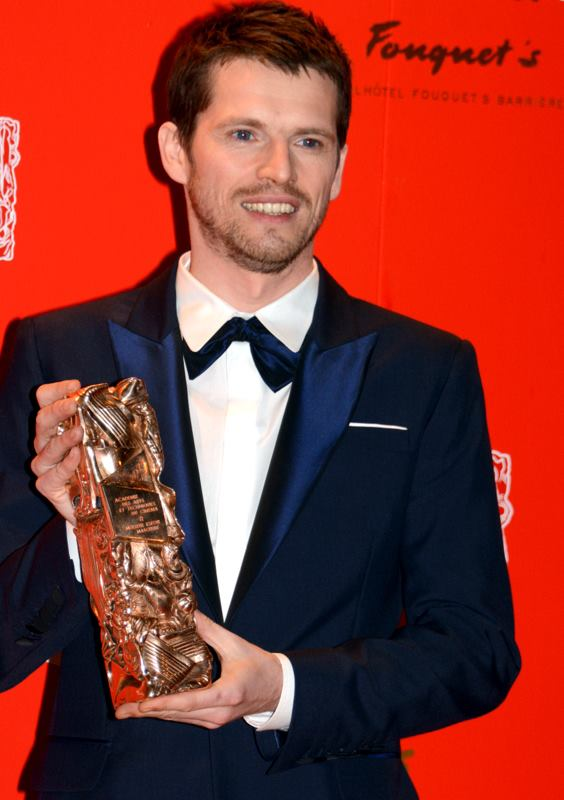
Pierre Deladonchamps mit dem César als Bester Nachwuchsdarsteller

| Statistik (Filme mit mehr als einer Nominierung) N=Nominierung; A=Auszeichnung |    |   |
| Film                                                                           | N  | A |
| Maman und ich                                                                  | 10 | 5 |
| Der Fremde am See                                                              | 8  | 1 |
| Blau ist eine warme Farbe                                                      | 8  | 1 |
| Venus im Pelz                                                                  | 7  | 1 |
| Michael Kohlhaas                                                               | 6  | 2 |
| 9 mois ferme                                                                   | 6  | 2 |
| Die unerschütterliche Liebe der Suzanne                                        | 5  | 1 |
| Le passé – Das Vergangene                                                      | 5  | 0 |
| Renoir                                                                         | 4  | 1 |
| Quai d’Orsay                                                                   | 3  | 1 |
| Der Schaum der Tage                                                            | 3  | 1 |
| Die Karte meiner Träume                                                        | 3  | 1 |
| Jimmy P. (Psychothérapie d’un Indien des plaines)                              | 3  | 0 |
| Molière auf dem Fahrrad                                                        | 3  | 0 |
| Die schönen Tage                                                               | 2  | 0 |
| Madame empfiehlt sich                                                          | 2  | 0 |
| Jung & Schön                                                                   | 2  | 0 |
| La fille du 14 juillet                                                         | 2  | 0 |

### Bester Film („Meilleur film“)
präsentiert von François Cluzet
Maman und ich (Les garçons et Guillaume, à table!) – Regie: Guillaume Gallienne
9 mois ferme – Regie: Albert Dupontel
Der Fremde am See (L’inconnu du lac) – Regie: Alain Guiraudie
Jimmy P. (Psychothérapie d’un Indien des plaines) – Regie: Arnaud Desplechin
Le passé – Das Vergangene (Le passé) – Regie: Asghar Farhadi
Venus im Pelz (La vénus à la fourrure) – Regie: Roman Polański
Blau ist eine warme Farbe (La vie d’Adèle – Chapitre 1 & 2) – Regie: Abdellatif Kechiche

### Beste Regie („Meilleur réalisateur“)
präsentiert von Sara Forestier
Roman Polański – Venus im Pelz (La vénus à la fourrure)
Albert Dupontel – 9 mois ferme
Guillaume Gallienne – Maman und ich (Les garçons et Guillaume, à table!)
Alain Guiraudie – Der Fremde am See (L’inconnu du lac)
Arnaud Desplechin – Jimmy P. (Psychothérapie d’un Indien des plaines)
Asghar Farhadi – Le passé – Das Vergangene (Le passé)
Abdellatif Kechiche – Blau ist eine warme Farbe (La vie d’Adèle – Chapitre 1 & 2)

### Beste Hauptdarstellerin („Meilleure actrice“)
präsentiert von Jeremy Irons
Sandrine Kiberlain – 9 mois ferme
Fanny Ardant – Die schönen Tage (Les beaux jours)
Bérénice Bejo – Le passé – Das Vergangene (Le passé)
Catherine Deneuve – Madame empfiehlt sich (Elle s’en va)
Sara Forestier – Die unerschütterliche Liebe der Suzanne (Suzanne)
Emmanuelle Seigner – Venus im Pelz (La vénus à la fourrure)
Léa Seydoux – Blau ist eine warme Farbe (La vie d’Adèle – Chapitre 1 & 2)

### Bester Hauptdarsteller („Meilleur acteur“)
präsentiert von Nicole Garcia
Guillaume Gallienne – Maman und ich (Les garçons et Guillaume, à table!)
Mathieu Amalric – Venus im Pelz (La vénus à la fourrure)
Michel Bouquet – Renoir
Albert Dupontel – 9 mois ferme
Grégory Gadebois – Mon âme par toi guérie
Fabrice Luchini – Molière auf dem Fahrrad (Alceste à bicyclette)
Mads Mikkelsen – Michael Kohlhaas

### Beste Nebendarstellerin („Meilleure actrice dans un second rôle“)
präsentiert von André Dussollier
Adèle Haenel – Die unerschütterliche Liebe der Suzanne (Suzanne)
Marisa Borini – Ein Schloss in Italien (Un château en Italie)
Françoise Fabian – Maman und ich (Les garçons et Guillaume, à table!)
Julie Gayet – Quai d’Orsay
Géraldine Pailhas – Jung & Schön (Jeune et jolie)

### Bester Nebendarsteller („Meilleur acteur dans un second rôle“)
präsentiert von Zabou Breitman
Niels Arestrup – Quai d’Orsay
Patrick Chesnais – Die schönen Tage (Les beaux jours)
Patrick d’Assumçao – Der Fremde am See (L’inconnu du lac)
François Damiens – Die unerschütterliche Liebe der Suzanne (Suzanne)
Olivier Gourmet – Grand Central

### Beste Nachwuchsdarstellerin („Meilleur espoir féminin“)
präsentiert von Bérénice Bejo
Adèle Exarchopoulos – Blau ist eine warme Farbe (La vie d’Adèle – Chapitre 1 & 2)
Lou de Laâge – Jappeloup – Eine Legende (Jappeloup)
Pauline Étienne – Die Nonne
Golshifteh Farahani – Stein der Geduld (Syngué sabour. Pierre de patience)
Marine Vacth – Jung & Schön (Jeune et jolie)

### Bester Nachwuchsdarsteller („Meilleur espoir masculin“)
präsentiert von Audrey Fleurot
Pierre Deladonchamps – Der Fremde am See (L’inconnu du lac)
Paul Bartel – Les petits princes
Paul Hamy – Die unerschütterliche Liebe der Suzanne (Suzanne)
Vincent Macaigne – La fille du 14 juillet
Nemo Schiffman – Madame empfiehlt sich (Elle s’en va)

### Beste Kamera („Meilleure photographie“)
präsentiert von Alex Lutz und Anne Marivin
Thomas Hardmeier – Die Karte meiner Träume (L’extravagant voyage du jeune et prodigieux T. S. Spivet)
Claire Mathon – Der Fremde am See (L’inconnu du lac)
Jeanne Lapoirie – Michael Kohlhaas
Mark Lee Ping-Bin – Renoir
Sofian El Fani – Blau ist eine warme Farbe (La vie d’Adèle – Chapitre 1 & 2)

### Bester Schnitt („Meilleur montage“)
präsentiert von Alex Lutz und Anne Marivin
Valérie Deseine – Maman und ich (Les garçons et Guillaume, à table!)
Christophe Pinel – 9 mois ferme
Jean-Christophe Hym – Der Fremde am See (L’inconnu du lac)
Camille Toubkis, Albertine Lastera, Jean-Marie Lengelle, Ghalya Lacroix – Blau ist eine warme Farbe (La vie d’Adèle – Chapitre 1 & 2)
Juliette Welfling – Le passé – Das Vergangene (Le passé)

### Bestes Originaldrehbuch („Meilleur scénario original“)
präsentiert von Jean-Hugues Anglade
Albert Dupontel – 9 mois ferme
Philippe Le Guay – Molière auf dem Fahrrad (Alceste à bicyclette)
Alain Guiraudie – Der Fremde am See (L’inconnu du lac)
Asghar Farhadi – Le passé – Das Vergangene (Le passé)
Katell Quillévéré, Mariette Désert – Die unerschütterliche Liebe der Suzanne (Suzanne)

### Bestes adaptiertes Drehbuch („Meilleure adaptation“)
präsentiert von Pierre Niney und Lorànt Deutsch
Guillaume Gallienne – Maman und ich (Les garçons et Guillaume, à table!)
Arnaud Desplechin – Jimmy P. (Psychothérapie d’un Indien des plaines)
Bertrand Tavernier, Christophe Blain, Antonin Baudry – Quai d’Orsay
Roman Polański, David Ives – Venus im Pelz (La vénus à la fourrure)
Abdellatif Kechiche, Ghalya Lacroix – Blau ist eine warme Farbe (La vie d’Adèle – Chapitre 1 & 2)

### Beste Filmmusik („Meilleure musique originale“)
präsentiert von Beth Ditto
Martin Wheeler – Michael Kohlhaas
Loïc Dury, Christophe Minck – Beziehungsweise New York (Casse-tête chinois)
Jorge Arriagada – Molière auf dem Fahrrad (Alceste à bicyclette)
Étienne Charry – Der Schaum der Tage (L’écume des jours)
Alexandre Desplat – Venus im Pelz (La vénus à la fourrure)

### Bester Ton („Meilleur son“)
präsentiert von Stéphane De Groodt
Jean-Pierre Duret, Mélissa Petitjean – Michael Kohlhaas
Philippe Grivel, Nathalie Vidal – Der Fremde am See (L’inconnu du lac)
Marc-Antoine Beldent, Loïc Prian, Olivier Dô Huu – Maman und ich (Les garçons et Guillaume, à table!)
Lucien Balibar, Nadine Muse, Cyril Holtz – Venus im Pelz (La vénus à la fourrure)
Jérôme Chenevoy, Fabien Pochet, Roland Voglaire, Jean-Paul Hurier – Blau ist eine warme Farbe (La vie d’Adèle – Chapitre 1 & 2)

### Bestes Szenenbild („Meilleurs décors“)
präsentiert von Stéphane De Groodt
Stéphane Rozenbaum – Der Schaum der Tage (L’écume des jours)
Aline Bonetto – Die Karte meiner Träume (L’extravagant voyage du jeune et prodigieux T. S. Spivet)
Sylvie Olivé – Maman und ich (Les garçons et Guillaume, à table!)
Yan Arlaud – Michael Kohlhaas
Benoît Barouh – Renoir

### Beste Kostüme („Meilleurs costumes“)
präsentiert von Déborah François
Pascaline Chavanne – Renoir
Florence Fontaine – Der Schaum der Tage (L’écume des jours)
Madeline Fontaine – Die Karte meiner Träume (L'extravagant voyage du jeune et prodigieux T. S. Spivet)
Olivier Bériot – Maman und ich (Les garçons et Guillaume, à table!)
Anina Diener – Michael Kohlhaas

### Bester Erstlingsfilm („Meilleur premier film“)
präsentiert von Nora Arnezeder und Charles Berling
Maman und ich (Les garçons et Guillaume, à table!) – Regie: Guillaume Gallienne
Der Präsident und meine Kinder (La bataille de Solférino) – Regie: Justine Triet
Zwischen den Wellen (En solitaire) – Regie: Christophe Offenstein
La fille du 14 juillet – Regie: Antonin Peretjatko
Portugal, mon amour (La cage dorée) – Regie: Ruben Alves

### Bester Animationsfilm („Meilleur film d’animation“)
präsentiert von Kev Adams
Loulou, l’incroyable secret – Regie: Éric Omond, Grégoire Solotareff
Aya de Yopougon – Regie: Marguerite Abouet, Clément Oubrerie
Ma maman est en Amérique, elle a rencontré Buffalo Bill – Regie: Marc Boréal, Thibaut Chatel

### Bester Dokumentarfilm („Meilleur film documentaire“)
präsentiert von Agnès Varda
Auf dem Weg zur Schule (Sur le chemin de l’école) – Regie: Pascal Plisson
Comment j’ai détesté les maths – Regie: Olivier Peyon
Le Dernier des Injustes – Regie: Claude Lanzmann
Das Geheimnis der Bäume (Il était une forêt) – Regie: Luc Jacquet; Produktion: Yves Darondeau, Christophe Lioud, Emmanuel Priou
La maison de la radio – Regie: Nicolas Philibert

### Bester animierter Kurzfilm („Meilleur court métrage d’animation“)
präsentiert von Kev Adams
Mademoiselle Kiki und das Leben in Montparnasse (Mademoiselle Kiki et les Montparnos) – Regie: Amélie Harrault
Lettres de femmes – Regie: Augusto Zavonello

### Bester Kurzfilm („Meilleur film de court-métrage“)
präsentiert von Clément Sibony und Izïa Higelin
Avant que de tout perdre – Regie: Xavier Legrand
Bambi – Regie: Sébastien Lifshitz
La fugue – Regie: Jean-Bernard Marlin
Les lézards – Regie: Vincent Mariette
Marseille la nuit – Regie: Marie Monge

### Bester ausländischer Film („Meilleur film étranger“)
präsentiert von Rossy de Palma
The Broken Circle (The Broken Circle Breakdown), Belgien – Regie: Felix Van Groeningen
Blancanieves, Spanien – Regie: Pablo Berger
Blue Jasmine, USA – Regie: Woody Allen
Dead Man Talking, Belgien – Regie: Patrick Ridremont
Django Unchained, USA – Regie: Quentin Tarantino
La Grande Bellezza – Die große Schönheit (La grande bellezza), Italien – Regie: Paolo Sorrentino
Gravity, USA – Regie: Alfonso Cuarón

## Ehrenpreis („César d’honneur“)
präsentiert von Quentin Tarantino
Scarlett Johansson – US-amerikanische Schauspielerin